# Загальний план
Загальний план — поняття в кінематографі, телебаченні і (меншою мірою) фотографії, що визначає такий розмір зображення, коли людські фігури зображаються повністю разом з предметами, що їх оточують. Така композиція показує дію в цілому в навколишньому середовищі. До загальних планів належать також зображення, зняті з великої відстані, коли фігури людей ледь помітні. Зазвичай такі кадри зображають будинки чи вулиці, а також дають уявлення про ландшафт місцевості, на якій відбувається дія. Більшість загальних планів містить зображувальну характеристику умов, в яких відбувається дія конкретного епізоду фільму. Характерним прикладом загального плану є пейзаж і архітектурна фотографія.
Кінокадр, що охоплює дуже великий простір, іноді називають «гранично загальним» або «далеким загальним планом». Здебільшого будь-яка монтажна послідовність повинна починатися з загального плану з подальшим переходом до середнього і великого, поступово конкретизуючи сюжет. Зворотна послідовність використовується значно рідше для досягнення певного художнього ефекту. Некритичність загального плану до синхронності звуку і зображення дозволяє знімати такі кадри німим способом, на відміну від більшості середніх і великих планів, що потребують синхронної зйомки.